# Gainesboro
Gainesboro é uma cidade  localizada no estado norte-americano de Tennessee, no Condado de Jackson.

## Demografia
Segundo o censo norte-americano de 2000, a sua população era de 879 habitantes.
Em 2006, foi estimada uma população de 849, um decréscimo de 30 (-3.4%).

## Geografia
De acordo com o United States Census Bureau tem uma área de
4,7 km², dos quais 4,0 km² cobertos por terra e 0,7 km² cobertos por água. Gainesboro localiza-se a aproximadamente 315 m acima do nível do mar.

## Localidades na vizinhança
O diagrama seguinte representa as localidades num raio de 28 km ao redor de Gainesboro.